# NCIS (jeu vidéo)
Pour les articles homonymes, voir NCIS.
NCIS est un jeu vidéo d'aventure en pointer-et-cliquer développé et édité par Ubisoft, sorti en 2011 sur Windows, Wii, PlayStation 3, Xbox 360 et Nintendo 3DS.
Le jeu s'appelle NCIS 3D sur Nintendo 3DS.

## Accueil
- Adventure Gamers : 2/5[1]
- Jeuxvideo.com : 11/20[2] - 12/20 (3DS)[3]